# Hombre de Altamura
El hombre de Altamura, cuyo nombre de catálogo es Altamura 1, es un esqueleto parcial, incluido el cráneo, de un Homo neanderthalensis que se encontró en 1993 por un grupo de espeleólogos en la gruta de Lamalunga, cerca de la ciudad italiana de Altamura, recubierto por una costra espelotémica de calcita sobre la que se han formado coraloides, y que fue descrito en 1994 por Vittorio Pesce Delfino y Eligio Vacca. La datación de 2015 lo ha fechado en una antigüedad de 172 ± 15 ka - 130,1 ± 1,9 ka.
El esqueleto nunca fue extraído de la roca donde se encuentra, decidiéndose conservarlo intacto en la cueva, aunque para los estudios de ADN de 2015 se retiró del lugar una parte de la escápula derecha del esqueleto.

## Descripción
Toda descripción con base a la mera observación directa o por fotografía debe ser observada con cuidado debido a las concreciones cálcicas que ocultan muchos de los rasgos y otros los podrían aumentar o disminuir según el grosor de la roca que los recubre.
El cráneo se encuentra completo y parece mostrar un toro supraorbital dividido en dos por un rebaje del mismo. Los huesos postcraneales son, en su mayor parte, inidentificables por la calcita, aunque la robustez y tamaño de los mismos conduce a creer que se trata de un varón adulto de la especie.

## Atribución de especie
El hombre de Altamura fue inicialmente atribuido a Homo heidelbergensis o una transición entre este y H. neanderthalensis, si bien existe consenso actual en catalogarlo como la última de las dos especies después de haber obtenido ADN de una escápula en 2015. De hecho es la muestra de neandertal más antigua obtenida hasta ese momento.

## Datación
En los estudios de 2015 se ofreció una datación con los siguientes márgenes: 172 ± 15 ka - 130,1 ± 1,9 ka (128.000 y 187.000 años), si bien se han ofrecido otras fechas desde el descubrimiento.
La datación por radiocarbono C14 no puede ofrecer resultados ya que solo alcanza hasta hace 50 000 años, pero se extrajo una muestra de calcita para utilizar series de uranio, que ofreció valores entre 170 ka - 130 ka.